# Władysław Mroczkowski
Władysław Mroczkowski (ur. 1930, zm. 8 grudnia 2012) − archiwista, polski historyk ruchu robotniczego. 

## Życiorys
Pracował w Zakładzie Historii Partii przy KC PZPR. Po rozwiązaniu Zakładu Historii Partii pracował w Centralnym Archiwum KC PZPR. Autor publikacji dotyczących historii polskiego ruchu robotniczego publikowanych na łamach takich pism jak: „Z Pola Walki”, „Archiwum Ruchu Robotniczego”, „Archiwa Polskiej Zjednoczonej Partii Robotniczej”, „Nowe Drogi”. Wydał wspomnienia Jędrzeja Moraczewskiego.

## Publikacje
- XVI Kongres (zjednoczeniowy) PPS w Krakowie w 1919 r., oprac., wstęp i przypisy Artur Leinwald i Władysław Mroczkowski, Warszawa 1960.
- Informator o zasobie mikrofilmowym, t. 5: Nabytki za lata 1969-1973, oprac. Janina Rogowska, red. Władysław Mroczkowski, Warszawa: Centralne Archiwum KC PZPR 1974.
- (współautorzy: Halina Nowosad-Łaptiew) Polska prasa konspiracyjna 1939-1945. Prasa Powstania Warszawskiego 1944, Warszawa: Centralne Archiwum KC PZPR 1979[5].
- Informator o zasobie mikrofilmowym, t. 6: Nabytki za lata 1974-1978: polski ruch robotniczy w l. 1864-1945, międzynarodowy ruch robotniczy w l. 1863-1945, indeksy, oprac. Janina Rogowska, red. Władysław Mroczkowski, Andrzej Janowski i Czesław Jesionek, Warszawa: KC PZPR 1980.
- Kronika wydarzeń rewolucji 1905-1907 w Warszawie i byłym województwie warszawskim, Łódź: Wydawnictwo Łódzkie 1985.
- Z tradycji ruchu robotniczego w województwie sieradzkim: materiały z sesji popularnonaukowej, Sieradz, 23 września 1982 roku, red. nauk. Norbert Kołomejczyk, Władysław Mroczkowski, Zbigniew Tobjański, Warszawa - Łódź: Państwowe Wydawnictwo Naukowe 1986.

## Nagrody
- Nagroda „Trybuny Ludu” (zespołowa) dla kolegium Archiwum Ruchu Robotniczego (1983)[6]